# 塔利瓦斯特 (佛羅里達州)
塔利瓦斯特（英語：Tallevast）是位於美國佛羅里達州馬納提縣的一個非建制地區。該地的面積和人口皆未知。

## 地理
塔利瓦斯特的座標為27°24′06″N 82°32′34″W / 27.40167°N 82.54278°W，而該地的平均海拔高度為10米（即33英尺）。